# マセヴィッチ (小惑星)
マセヴィッチ (1904 Massevitch) は、小惑星帯の小惑星。タマラ・スミルノワがクリミア天体物理天文台で発見した。
ロシア人天文学者のアーラ・マセヴィッチ (Alla Genrikhovna Massevich) に因んで名付けられた。